# Michaił Kriwonosow
Michaił Pietrowicz Kriwonosow, ros. Михаил Петрович Кривоносов (ur. 1 maja 1929 w Krzyczewie, zm. 11 listopada 1994 tamże) – białoruski lekkoatleta specjalizujący się w rzucie młotem, który reprezentował Związek Socjalistycznych Republik Radzieckich.

## Kariera
W 1952 oraz 1956 startował w igrzyskach olimpijskich. Srebrny medalista igrzysk w Melbourne (1956) z wynikiem 63,03 m. Dwukrotnie stawał na podium mistrzostw Europy zdobywając złoto (1954) oraz srebro (1958). W ciągu swojej kariery sześć razy poprawiał rekord świata doprowadzając go do wyniku 67,32 m. Medalista mistrzostw ZSRR. Rekord życiowy: 67,32 m (22 października 1956, Taszkent).

## Osiągnięcia
| Rok  | Impreza                     | Miejsce   | Pozycja    | Wynik    |
| ---- | --------------------------- | --------- | ---------- | -------- |
| 1952 | Igrzyska olimpijskie        | Helsinki  | –          | NM       |
| 1954 | Mistrzostwa Europy          | Berno     | 1. miejsce | 63,34 WR |
| 1955 | Światowy festiwal młodzieży | Warszawa  | 1. miejsce | 64,33 WR |
| 1956 | Igrzyska olimpijskie        | Melbourne | 2. miejsce | 63,03    |
| 1958 | Mistrzostwa Europy          | Sztokholm | 2. miejsce | 63,78    |